# Genomkomponerad
En opera eller musikal som inte innehåller någon talad dialog är genomkomponerad. De flesta operor är genomkomponerade medan musikaler bara är det undantagsvis.
Man avser med genomkomponerad en vokalkomposition med strofisk text där kompositionen bildar en välplanerad helhet med individuellt utformade strofer. Motsatsen är den ofullständigt komponerade strofiska formen, där stroferna har en repetitiv och stundtals statisk musikalisk gestaltning. Kännetecknande för ett genomkomponerat verk är dess utarbetade melodi.